# Religion koushite
La religion koushite est le système de croyance traditionnel et le panthéon de divinités pratiqués au sein du royaume de Koush. 
Les origines et les fondements enregistrés des premières pratiques koushites et de certaines divinités remontent ou sont influencés principalement par la culture de Kerma (en) ainsi que par celles du groupe C (en), groupe A (en), Pan-grave (en) et de la religion égyptienne antique. Au Moyen Empire, les Nubiens ont un plus grand contrôle sur leur territoire et certains s'intégrèrent à la société égyptienne. La fondation du royaume de Koush, avec sa capitale à Kerma, a marqué une période importante où les Nubiens conservent des pratiques religieuses distinctes.
Au Nouvel Empire, la Nubie tombe sous domination égyptienne et intègre progressivement les rites égyptiens. Après avoir dirigé l'Égypte durant la XXVe dynastie, la dynastie se replie sur le royaume de Koush et intègre définitivement les divinités égyptiennes aux côtés des divinités nubiennes. Par la suite, le déplacement de la capitale de Napata vers Kerma intègre des divinités indigènes comme Apédémak. Au milieu du IVe siècle, la conversion de la région au christianisme marque la fin de la religion traditionnelle koushite.

## Histoire
En raison du manque de textes et d’objets nubiens antérieurs à leurs interactions avec les Égyptiens, une grande partie de la religion nubienne primitive reste encore indéterminée. Les archéologues ont découvert de nombreux éléments de leurs pratiques grâce aux sépultures du groupe A, de Napata, du groupe C, de Kerma et grâce aux écrits après que de nombreux Nubiens ont adopté la langue égyptienne pendant la période napatéenne.

### La culture pré-Kush

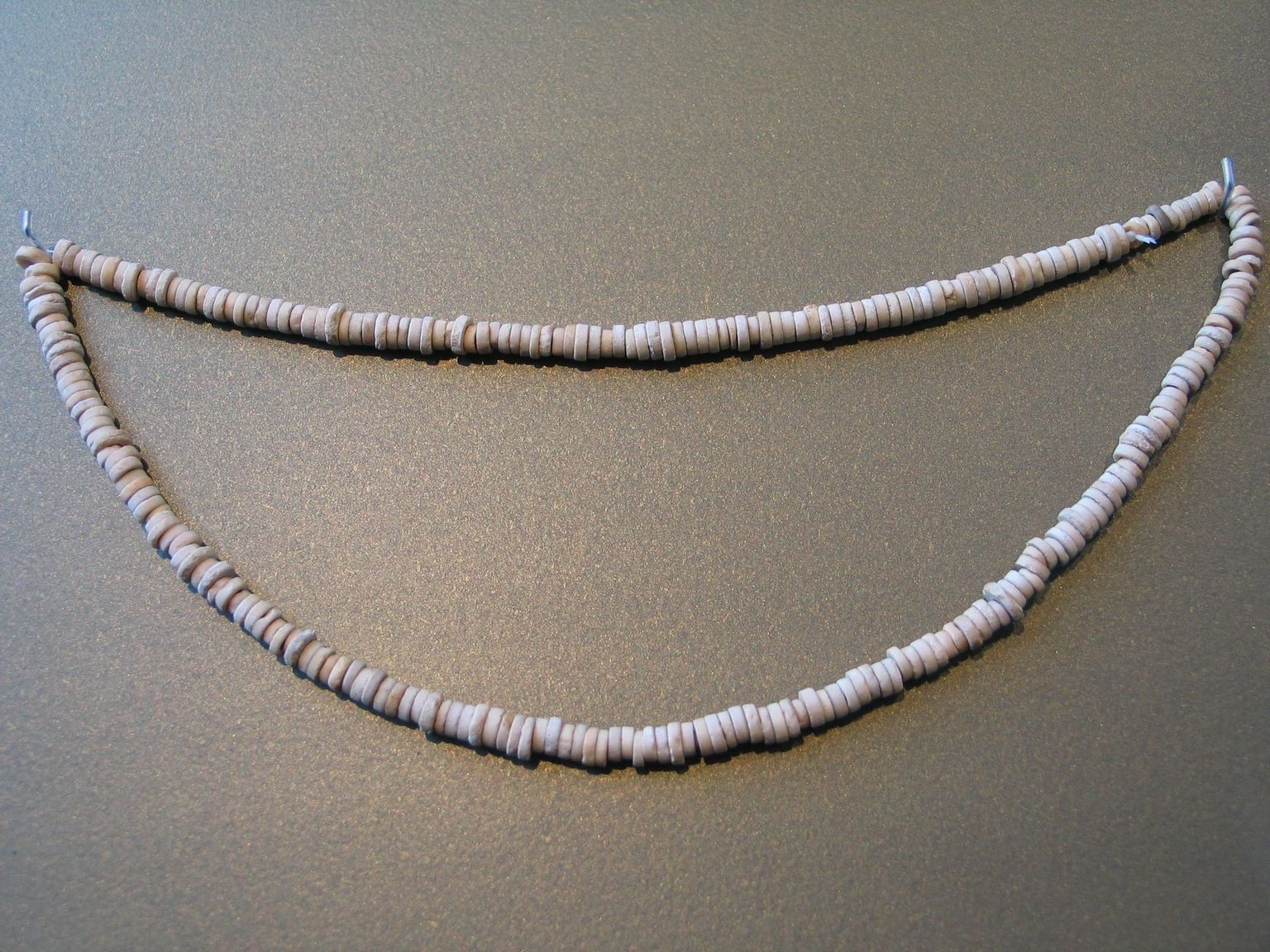
Collier retrouvé dans une tombe circulaire.

Les fouilles des premières sociétés nubiennes suggèrent que les Nubiens de Basse-Nubie ont des rites et pratiques religieuses indépendantes de la religion égyptienne antique. L'archéologue Bruce Williams suggère qu'une grande partie de la culture prédynastique ancienne, souvent attribuée à l'Égypte, est également d'origine nubienne. 
Les fouilles archéologiques révèlent des tombes circulaires en pierre avec le défunt en position fléchie entouré de biens funéraires dans la première phase de la culture. Dans la phase suivante, suite aux incursions égyptiennes, les sépultures intègrent des éléments égyptiens et présentent des tombes rectangulaires et des objets funéraires égyptiens. 

### Syncrétisme égyptien
Après la fondation du royaume de Koush (premier royaume de Napata), les pratiques funéraires se consolident. Les défunts sont enterrés dans de grands tumulus ronds et élaborés. Ils sont posés sur des peaux de vache ou des lits et positionnés sur le côté dans une position fléchie avec leurs visages tournés vers le nord, la tête pointée vers l'est et les pieds vers l'ouest. Ils sont également vêtus de pagnes ou enveloppés de peau de mouton, entourés de biens funéraires tels que des armes, des bijoux, des miroirs, des récipients d'eau, des poteries et d'autres effets personnels. À Medja, les défunts sont enterrés dans des tombes rondes et peu profondes, ou tombes à pan, avec des objets funéraires composés d'arcs et de flèches, de crânes de bétail, de poteries et de bijoux.
À partir de la XXVe dynastie, la religion koushite s'égyptianise. Les divinités nubiennes préexistantes, associées à des divinités égyptiennes, reprirent les noms de leurs homologues égyptiennes, tout en conservant leurs caractéristiques nubiennes, créant ainsi une nouvelle iconographie. Le tombeau d'Alara et d'autres sépultures de la première dynastie napatéenne ont révélé une sépulture royale nubienne traditionnelle avec des éléments égyptiens,.
À l'inverse, certaines divinités égyptiennes sont influencée par la cosmogonie koushite. Les Égyptiens représentaient à l'origine Amon comme un homme à tête humaine, mais au Nouvel Empire, l'Égypte et Koush le représentent comme un homme à tête de bélier, une représentation qui rappelle beaucoup les divinités à tête de bélier de l'eau et de la fertilité qui sont à l'origine vénérées à Kerma. Des artefacts ont également révélé que les Égyptiens vénéraient certaines divinités koushites telles que Dédoun (également appelé Dedun), Bès, Menhit et Mandoulis (Melul en méroïtique). Il existe également des divinités issues de la frontière de la Basse-Nubie et de la Haute-Égypte et considérées comme à la fois nubiennes et égyptiennes, comme Bastet, Satis et Anoukis.
Vers 655/53 av. J.-C., le royaume de Koush perdit son emprise sur les territoires au nord de la Basse-Nubie, marquant la XXVe dynastie comme les derniers dirigeants koushites d'Égypte. Sous la domination assyrienne, le sac de Thèbes a entraîné la destruction de nombreux temples consacrés aux divinités koushites et égyptiennes,.

### Période méroïtique

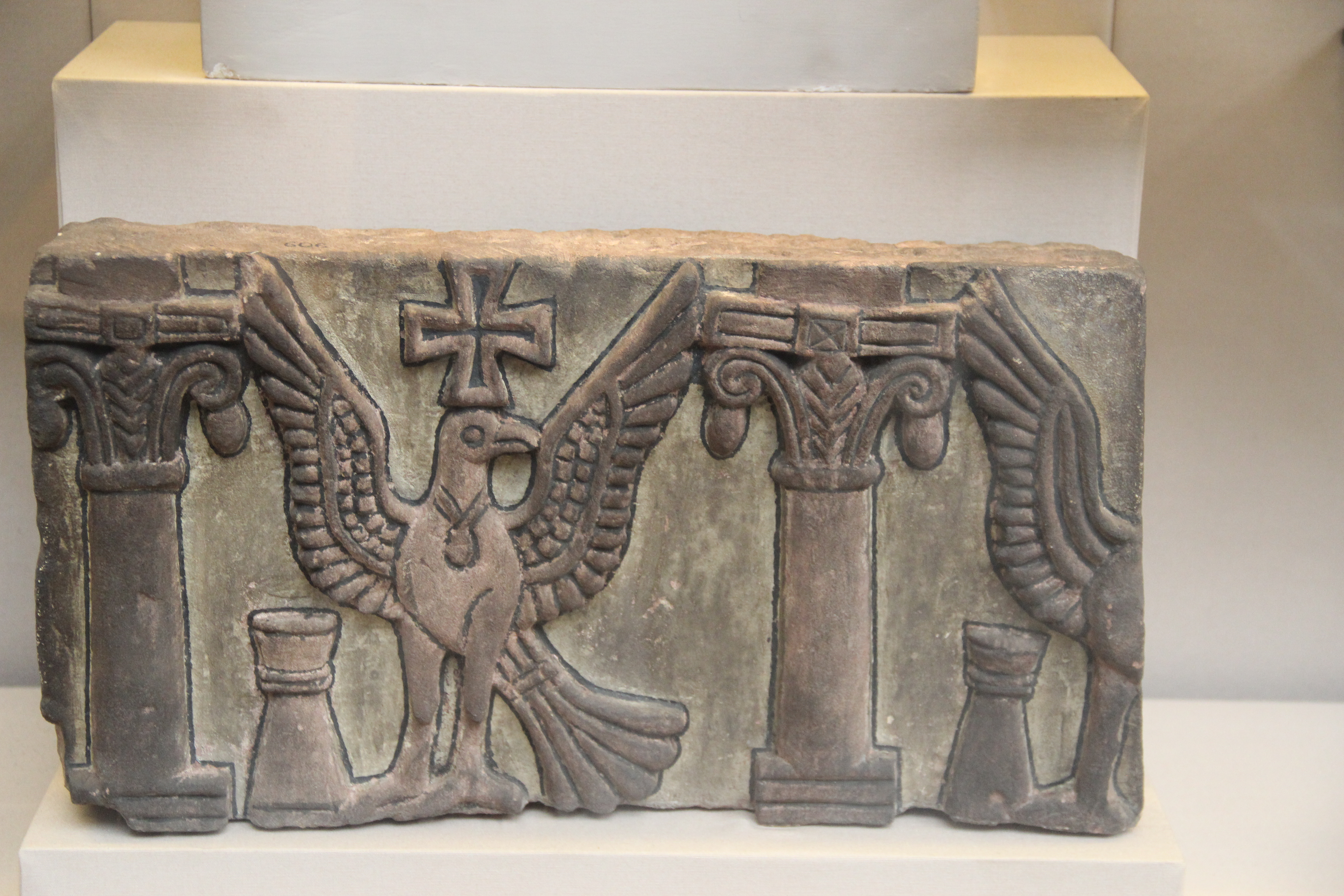
Bas-relief, Nubie chrétienne, British Museum, Egypt and Nubia Gallery, Londres, Angleterre, Royaume-Uni.

Les Koushites méroïtiques s'éloignent des religions égyptiennes antiques et créent un nouveau panthéon centré sur les divinités nubiennes et les pratiques indigènes avec peu d'influence égyptienne. Apédémak, le dieu protecteur du lion, et sa compagne, Amesemi, devinrent les divinités les plus importantes. Amon est représenté tenant des objets associés à Apédémak, tels que des flèches souveraines, soulignant qu'Apédémak a plus d'influence à Méroé. Néanmoins, Aman a conservé une présence en tant que représentation des dieux nubiens à tête de bélier, tandis qu'Isis est absorbée et est devenue une représentation des déesses nubiennes traditionnelles.
Au milieu du IVe siècle, le royaume de Koush s'effondre. Les royaumes qui lui succèdent se convertissent au christianisme et le temple de Taharqa est transformé en église. Faras devient également un centre religieux pour les évêques chrétiens nubiens. Avec l'avènement du christianisme, la plupart des temples dédiés aux divinités koushites sont remplacés par des églises et des monastères dédiés à Yahweh. Les pratiques funéraires ont également évolué vers des tombes rectangulaires de style chrétien sans objets funéraires et avec une croix ou une petite pierre tombale au sommet,.

## Divinités
| Divinité     | Description |
| ------------ | --- |
| Amon         | Dieu majeur du panthéon méroïtique, souvent représenté avec une couronne à deux hautes plumes. Il devient la divinité principale du royaume de Koush après l'assimilation d'éléments religieux égyptiens. Son temple principal se trouve à Napata (Gebel Barkal) et plus tard à Méroé.                                  |
| Anoukis      | Déesse de l'eau, associée à la cataracte du Nil et à la fertilité. Elle est souvent représentée avec une haute couronne de plumes. Elle fait partie de la triade d'Éléphantine avec Khnoum et Satis. Vénérée aussi en Nubie.                                                                                            |
| Apedemak     | Divinité guerrière méroïtique à tête de lion, unique au panthéon koushite. Il symbolise la force, la royauté et la protection. Représenté dans les temples de Naqa et Musawwarat es-Sufra. Parfois figuré avec trois têtes de lion ou un corps serpentiforme.                                                           |
| Arensnouphis | (ou Anouris) Dieu lion parfois représenté avec une coiffure nubienne. Il est un compagnon d'Isis et apparaît dans les temples de Philae et en Nubie. Parfois assimilé à des divinités locales nubiennes. |
| Atari        | Déesse nubienne mentionnée dans le mythe de la Déesse lointaine. Elle fusionne avec d'autres figures divines féminines comme Tefnout ou Hathor. Elle symbolise le retour de la déesse sauvage qui apporte la fertilité.                                                                                                 |
| Bes          | Divinité protectrice de la maison et des enfants, souvent représenté avec une apparence naine, une langue tirée et une attitude guerrière. Son iconographie servait à éloigner les mauvais esprits. Adopté dans la région méroïtique, il apparaît souvent dans les objets liés à la naissance ou à la magie domestique. |
| Dedoun       | Divinité nubienne associée à la richesse, à l'encens et à la royauté. Il est souvent représenté comme un lion ou un homme à tête de lion. Il est mentionné comme une divinité tutélaire du sud et honoré à Méroé et à Kawa. Parfois associé à Arensnouphis et Isis.                                                     |
| Isis         | Grande déesse de la magie, du mariage et de la maternité. Importée depuis l'Égypte, elle devient une figure majeure dans la religion méroïtique. Elle est parfois associée à d'autres divinités nubiennes, comme Arensnouphis et Dedoun. Son culte était très influent à Philae.                                        |
| Khnoum       | Dieu créateur à tête de bélier, associé à la source du Nil. Dans la religion méroïtique, il fait partie de la triade avec Satis et Anoukis. On le vénère à Éléphantine et à Kawa. |
| Mandoulis    | (parfois appelé Merul) Dieu solaire originaire de Nubie, généralement représenté portant une couronne à plumes, souvent adoré à Kalabsha et Philae. Il est parfois assimilé à Horus. Son culte se prolonge jusqu'à l’époque romaine.                                                                                    |
| Osiris       | Dieu de la résurrection, des morts et du jugement. Intégré dans le panthéon méroïtique avec Isis et Horus, il occupe une place importante dans les croyances funéraires de la région. |
| Ptah         | Dieu créateur et artisan, il symbolise la fabrication, les arts et la technologie. Il est souvent représenté enveloppé dans un linceul, tenant un sceptre composite. Honoré aussi à Méroé. |
| Rê           | (ou Râ) Dieu solaire majeur dans la religion égyptienne, il est intégré au panthéon méroïtique. Parfois fusionné avec Amon pour former Amon-Rê. Il est représenté comme un homme à tête de faucon coiffé du disque solaire.                                                                                             |
| Satis        | Déesse associée à la crue du Nil et à la fertilité. Fait partie de la triade d'Éléphantine avec Khnoum et Anoukis. Elle est aussi représentée avec une haute couronne blanche flanquée d’antilope. |
| Sebioumeker  | Divinité protectrice et guerrière nubienne, souvent associée à Arensnouphis. Il apparaît sur des stèles à l’entrée des temples. Il est parfois représenté comme un être hybride mi-homme, mi-animal. |
| Tefnout      | Déesse de l’humidité et du feu solaire, elle fait partie de la cosmogonie héliopolitaine. Dans le cadre nubien, elle est parfois fusionnée avec d'autres déesses comme Atari dans le motif de la Déesse lointaine. |
| Thot         | Dieu de la sagesse, de l’écriture et de la lune. Représenté comme un ibis ou un babouin. Son culte s’étend à la Nubie où il est vénéré dans les temples méroïtiques. |